# هنريك كارلسن
هنريك كارلسن (بالدنماركية: Henrik Carlsen)‏ هو ملحن ومنتج أسطوانات وكاتب أغاني وعازف بيانو دنماركي، ولد في 30 نوفمبر 1959 في فريدريكسبرغ في الدنمارك.